# Kenny Manigault
Kenneth "Kenny" Manigault (Summerville, Carolina del Sur, 22 de mayo de 1991) es un baloncestista estadounidense que juega para los New Taipei Kings de la P. League+ de Taiwán. Con 1,96 metros de altura, juega en la posición de  alero.

## Trayectoria
El paso por el baloncesto universitario estadounidense de Manigault fue errático, ya que comenzó en su temporada como freshman en la División I de la NCAA (Wichita State Shockers), siguió en la División II de la NCAA (USC Aiken Pacers) en su temporada como sophomore, y concluyó en sus últimas dos temporadas en la NAIA (Pikeville Bears). En 2015 fue reconocido como el Jugador del Año de la NAIA por la Asociación Nacional de Entrenadores de Baloncesto.
Al dejar la universidad, se involucró en el proyecto de la AmeriLeague -una liga menor de baloncesto profesional- junto a otros jugadores profesionales como Royce White, Josh Selby, Al Thornton y Dajuan Wagner, pero la competición se suspendió antes de que fuese oficialmente inaugurada. En consecuencia, Manigault comenzó su carrera profesional en marzo de 2016, jugando para los Goldfields Giants de la State Basketball League de Australia.
En agosto de 2016 llegó a prueba al AZS Koszalin de la Polska Liga Koszykówki, pero terminó jugando hasta el final de la temporada. Posteriormente su unió al Tampereen Pyrintö de la Korisliiga finlandesa, Allí estuvo dos años.
Tras pasar por los Macau Black Bears de la ASEAN Basketball League, el Elitzur Yavne B.C. de la Liga Leumit de Israel y los Fraser Valley Bandits de la Canadian Elite Basketball League, en octubre de 2021, retornó a Finlandia para reforzar a los Helsinki Seagulls.

## Vida personal
Es primo de Khris Middleton, jugador de la NBA y medallista olímpico con la selección de baloncesto de Estados Unidos en Tokio 2020.